# Saga Becker
Saga Becker (Ronneby, 1988) is een Zweeds actrice.

## Biografie
Saga Becker is een transgender vrouw die in 1988 geboren werd als oudste van drie broers. Zij groeide op in Eringsboda, in een beboste omgeving buiten Ronneby. Als kind wist ze al dat ze anders was dan andere kinderen. Zij schiep voor zichzelf een droomwereld waarin ze zichzelf zag als een meisje en waarin zij verliefd werd op een man. Op school werd ze gepest en kreeg ze doodsbedreigingen. Als gevolg van de intimidatie begon ze alcohol te drinken, zichzelf uit te hongeren en te verwonden. Op twintigjarige leeftijd, in 2009, bracht ze naar buiten dat zij transgender was.
Sara Becker debuteerde als actrice in de speelfilm Nånting måste gå sönder van Ester Martin Bergsmark, gebaseerd op het boek Du är rötterna som sover vid mina fötter och håller hela jorden på plats van Elli Levén. Voor haar rol van Sebastian/Ellie won ze de Guldbagge voor beste actrice. Daarmee werd ze de eerste transgender die een nominatie won, en dus ook de eerste om de prijs te winnen. Becker werd ook genomineerd voor de Rising Star Award op het Filmfestival van Stockholm 2014.
Becker werd ambassadeur voor de organisatie Suicide Zero, een organisatie die als doel heeft om zelfdoding te voorkomen. Becker vertelde over haar eigen zelfmoordneigingen voordat de geslachtsaanpassende operatie werd uitgevoerd. Ze zet zich bij de organisatie vooral in voor homoseksuele en transseksuele personen.
In 2016 nam Becker deel aan de Zweedse televisieserie Tjejer som oss (meisjes zoals wij), waarin vijf transgenders vertellen over hun leven.

## Filmografie
- 2017: Fuckgirls (kortfilm, Becker was actrice, voerde de regie en schreef het scenario)
- 2014: Nånting måste gå sönder

## Prijzen en nominaties
De belangrijkste:
| Jaar | Prijs     | Categorie     | Film                    | Uitslag  |
| ---- | --------- | ------------- | ----------------------- | -------- |
| 2015 | Guldbagge | Beste actrice | Nånting måste gå sönder | Gewonnen |